# جواز سفر سريلانكي
تصدر جوازات السفر السريلانكية لمواطني سريلانكا لغرض السفر الدولي. وزارة الهجرة غير مسؤولة عن إصدار جوازات السفر السريلانكية.
بدأت وزارة الهجرة في إصدار جوازات السفر الالكتورنية وفقا للمعايير الدولية وذلك اعتبارا من 10 أغسطس 2015.

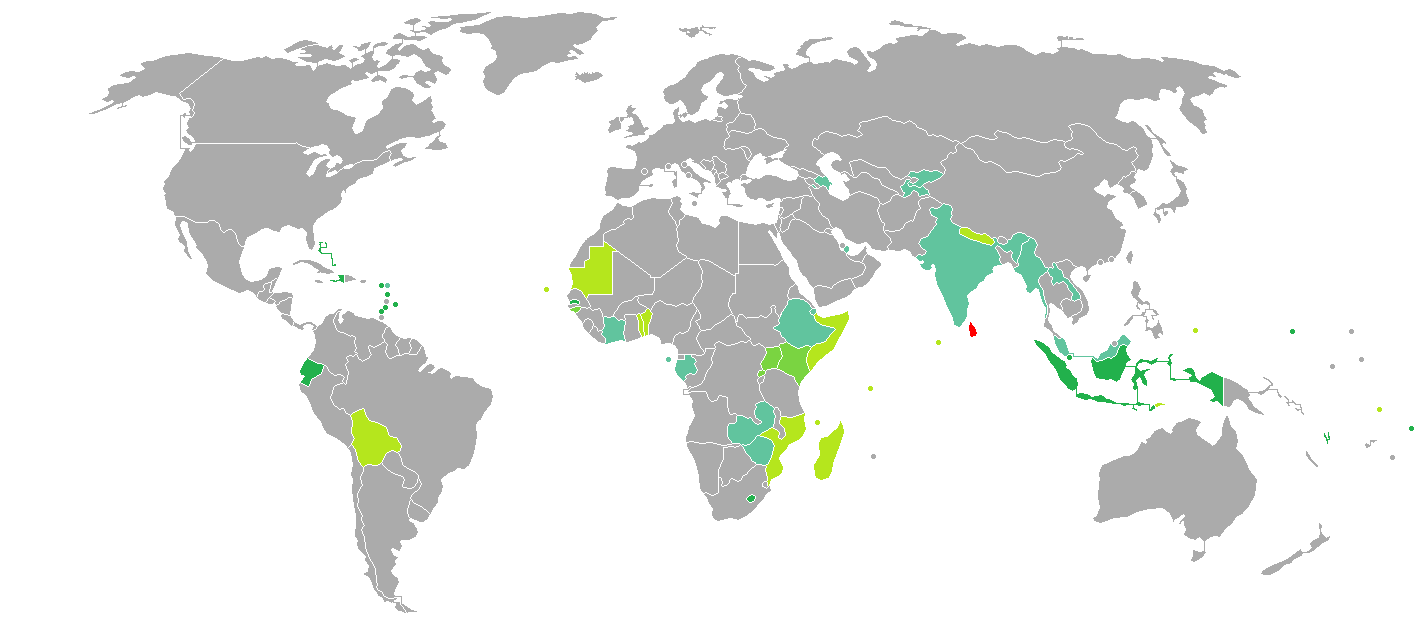
البلدان والأقاليم التي لا تفرض تأشيرة أو تطلب تأشيرة دخول عند الوصول للجهة، لحاملي جوازات السفر السريلانكية العادية.